# Matty
Matty là một thị trấn thuộc hạt Baranya, Hungary. Thị trấn này có diện tích 16,9 km², dân số năm 2010 là 345 người, mật độ 20 người/km².